# Xincheng (köpinghuvudort i Kina, Jiangsu Sheng, lat 32,29, long 119,23)
Xincheng (kinesiska: 新城, 新城镇) är en köpinghuvudort i Kina. Den ligger i provinsen Jiangsu, i den östra delen av landet, omkring 48 kilometer nordost om provinshuvudstaden Nanjing. Antalet invånare är 43 463. Befolkningen består av 21 848 kvinnor och 21 615 män. Barn under 15 år utgör 9,0 %, vuxna 15-64 år 77 %, och äldre över 65 år 12,0 %.
Runt Xincheng är det tätbefolkat, med 493 invånare per kvadratkilometer. Närmaste större samhälle är Zhenzhou, 6,0 km väster om Xincheng. Trakten runt Xincheng består till största delen av jordbruksmark.
Genomsnittlig årsnederbörd är 1 277 millimeter. Den regnigaste månaden är juli, med i genomsnitt 262 mm nederbörd, och den torraste är december, med 31 mm nederbörd.